# SQ (漫画)
『SQ』（エスキュー）は、原作：長崎尚志、作画：きらによる日本の漫画作品。

## 概要
『YOU』（集英社）にて2010年に前後編構成のストーリー全2話（計4回）が掲載された。単行本はクイーンズコミックスより全1巻 (ISBN 978-4-08-865588-8) 。
2人がタッグを組むのは初めてだが、長崎が単行本のあとがきでその経緯を語っている。それによると、きらから長崎に「一緒に仕事をしたい」旨を伝えられ時、長崎はきらが何者で男性か女性かすら知らず、知り合いの女性編集者に教えてもらった。
女性心理や乙女心が分からないため女性漫画を苦手としていた長崎は、きらの申し出に躊躇したが、彼女の漫画に対する真摯な態度に心を動かされ、今回の仕事を引き受けたという。

## あらすじ
連続女子高生殺人事件の重要な手がかりとなる絵の分析を依頼するために、刑事の有働は心理学者の北条の元を訪ねる。
だが彼女は、大の警察嫌いで雪のように冷淡な女性だった。

## 登場人物
北条 雪乃（ほうじょう ゆきの）
英智大学の心理学の客員教授。金髪のショートカットにロングコートという出で立ち。教授でありながら人前で話すことを得意とせず、講義は休講や自習ばかりである。「雪のように冷淡」という意味でSQ = (Snow Queen) と呼ばれるが、本人はその意味を理解していない。
父親はドイツと日本のハーフ、母親はエストニア系フィンランド人。小学生の時に、高校生の姉が猟奇殺人の被害者となり、雪乃自身も唯一の犯人の目撃者として心に深い傷を負った。
有働 大地（うどう だいち）
刑事。猟奇殺人の被害者の遺体を前にすると涙を流してしまう。以前いた部署の上司からは、一見強そうだが所詮はチキンと皮肉を込めて「軍鶏」と呼ばれる。